# Алекса Симић
Алекса Симић (Бољевци, 18. март 1800 — Београд, 17. фебруар 1872) био је српски политичар. Симић је био један од значајнијих уставобранитеља.

## Биографија
У Србију је дошао из Срема 1819. године. Запослио се као писар у канцеларији кнеза Милоша Обреновића. Направио је политичку каријеру као министар унутрашњих дела.
Алекса је 1835. године постао министар за финансије Кнежевине Србије. Исте године са братом Стојаном је обновио манастир Наупару. Године 1842. он је дипломатски агент Србије у Цариграду. Као првак уставобранитељске струје био је 1843—1844. кнежевски представник и министар унутрашњих дела, 1849—1852. министар правде и просвете, 1852—1853. министар унутрашњих дела. У доба дубоке кризе уставобранитељског режима 1853-1855. био је поново кнежевски представник и министар иностраних дела. После слома режима, као и већина његових првака, није имао више никакву политичку улогу.
Његов брат је био Стојан Симић.

## Сећања Алексе Симића на кнеза Милоша
Сећања Алексе Симића на кнеза Милоша је књига коју је приредио историчар Радош Љушић, и представља рукописну заоставштину овог политичара, у којој између осталог говори и о корупцији и самовољи кнеза као и о сумњама о убиствима неистомишљеника и противника по његовој наредби (попут младића који је био удварач Јелисавете Савке Обреновић), затим опис кнезовог путовања у званичну посету Истанбулу и турском султану,али и многим другим детаљима из свог политичког живота и проблемима које је имао са династијом Обреновић.